# Дилер
Дилер (англ. dealer — торговець) — фізична особа або фірма, що займається купівлею-продажем цінних паперів, валют, товарів і що діє від свого імені і за свій рахунок.
Дилером може виступати Банк, член фондової біржі, що займається купівлею-продажем цінних паперів, валюти, дорогоцінних металів і що діє від свого імені і за свій рахунок.
Дилерами також можуть бути гуртові або рідше роздрібні посередники які ведуть операції від свого імені та за свій рахунок. Прибуток дилера формується з різниці цін (курсів) продавця і покупця, а також за рахунок зміни цін (курсів) в часі.
Дилер регіональний — дилер, який взяв на себе відповідальність розповсюджувати товар постачальника на визначеній території (області) зі збереженням цілей, методів та етичних норм постачальника.
Ринок дилерів — частина ринку цінних паперів, рух яких регулюється діяльністю дилерів, що коригують свої цілі відповідно до змін загального попиту і пропонування та оцінюють папери відповідно до портфеля цих паперів, що нагромадились у ньому.

## Термін «дилер» в законодавстві України
- Дилер — юридична або фізична особа, яка, виконуючи функції продавця, здійснює закупівлю машин для наступного їх продажу і надає послуги з технічного сервісу — ст.1 Закону України «Про захист прав покупців сільськогосподарських машин»[1].

- Дилерська діяльність — укладення торговцем цінними паперами цивільно-правових договорів щодо цінних паперів від свого імені та за свій рахунок з метою перепродажу, крім випадків, передбачених законом — ст.17 Закону України «Про цінні папери та фондовий ринок», ст.1 Закону України «Про державне регулювання ринку цінних паперів в Україні», п.1 розд.2 Правил (умов) здійснення діяльності з торгівлі цінними паперами: брокерської діяльності, дилерської діяльності, андеррайтингу, управління цінними паперами затверджених Рішенням Державної комісії з цінних паперів та фондового ринку[2][3].